# Storia di San Benedetto del Tronto

La "Rotonda a Mare" con una fontana negli anni 30 (attuale Piazza Carlo Giorgini)

La storia di San Benedetto del Tronto copre un arco temporale plurimillenario le cui origini sono difficili da rintracciare con precisione. Reperti archeologici documentano l'esistenza dell'insediamento fin dall'epoca romana nel contesto della civiltà picena. Alcuni studiosi ritengono che i primi insediamenti sarebbero legati all'antica città di Alba Picena, che sorgeva sulla sponda destra dell'Albula.

## Origine del nome

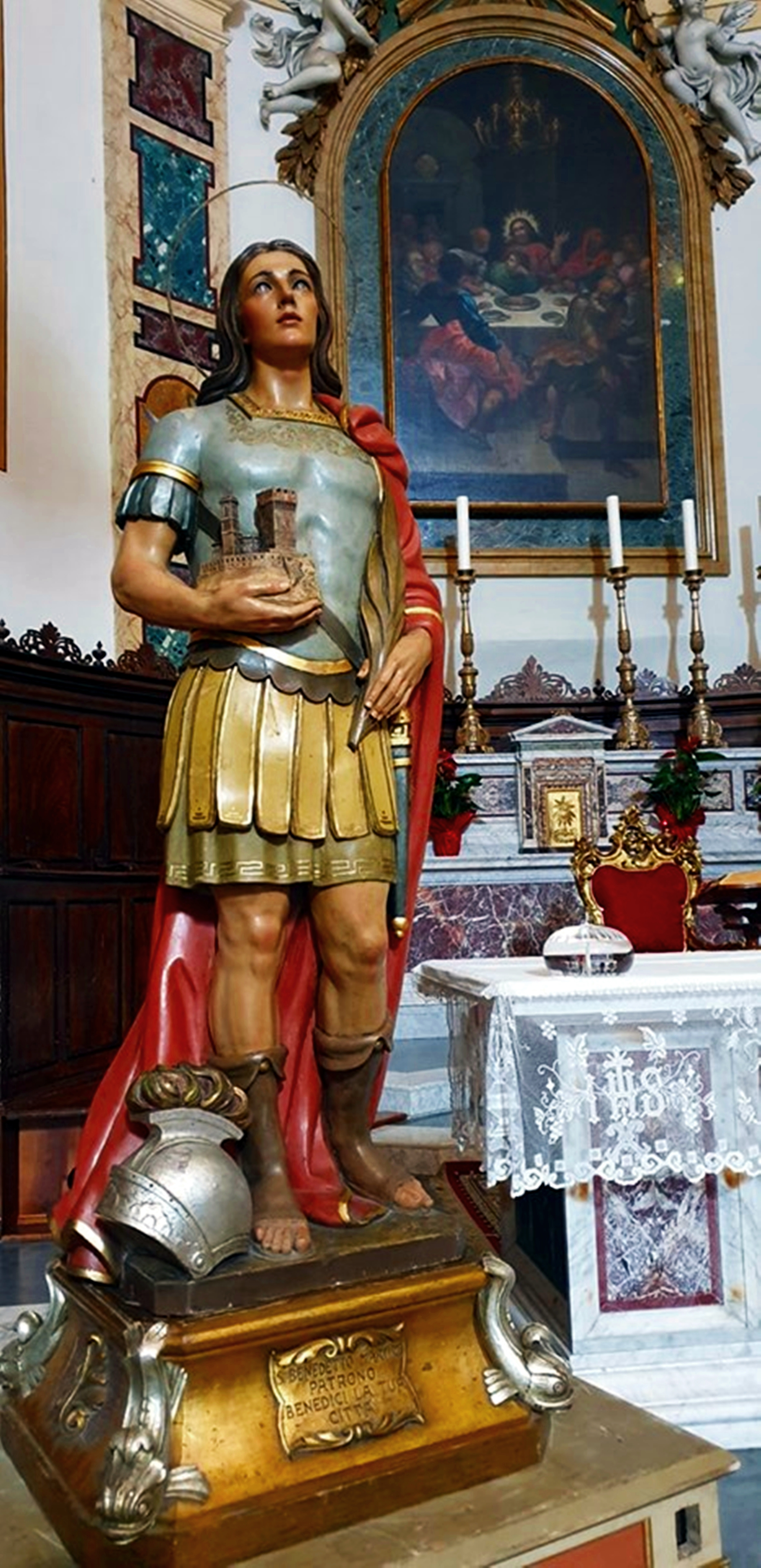
La statua del martire Benedetto

Nel corso dei secoli sono stati utilizzati vari toponimi per il centro abitato, da San Benedetto in Albula a San Benedetto nella Marca. Nel 1862, per distinguerla dalle altre località omonime del neonato Regno d'Italia, la città fu denominata ufficialmente San Benedetto del Tronto. Il nome ha origine da un santo, il martire Benedetto. Vissuto al tempo di Diocleziano, Benedetto era un soldato romano dislocato nel presidio militare alla difesa della città di Cupra Marittima. Essendosi rifiutato di abiurare la fede cristiana e di riconoscere gli dei pagani, fu martirizzato sul ponte del torrente Menocchia il 13 Ottobre del 304 d.C.. Dopo essere stato decapitato il suo corpo fu gettato in mare. La leggenda narra che in mare la testa non si sia separata dal corpo, e che le sue membra siano state trasportate verso sud grazie all'aiuto di alcuni delfini, che le hanno trasportate fino ad adagiarle sulle spiagge prospicienti all'odierna San Benedetto. Qui il corpo del martire sarebbe stato trovato da un contadino, che dopo aver chiamato aiuto ha caricato i resti del santo su un carretto trainato da buoi. Questi avrebbero trainato il carro fin sopra un colle poco distante dalla costa, dove Benedetto è stato finalmente sepolto. Sul luogo sarebbero sorte poi una cappella e una Pieve, attorno alla quale si è sviluppato il primo nucleo urbano, fino alla costruzione nel XVIII secolo dell'attuale Abbazia San Benedetto Martire.
La città storicamente ha avuto anche alcuni soprannomi tra cui:
- La Riviera delle Palme: appellativo dato alla città nella seconda metà del XX secolo, dovuto dalla presenza di migliaia di palme, dislocate in prevalenza sul lungomare cittadino. Oggi Riviera delle Palme è il tratto di costa che comprende anche le vicine località balneari di Grottammare e Cupra Marittima.[4]

## Luogo di fondazione

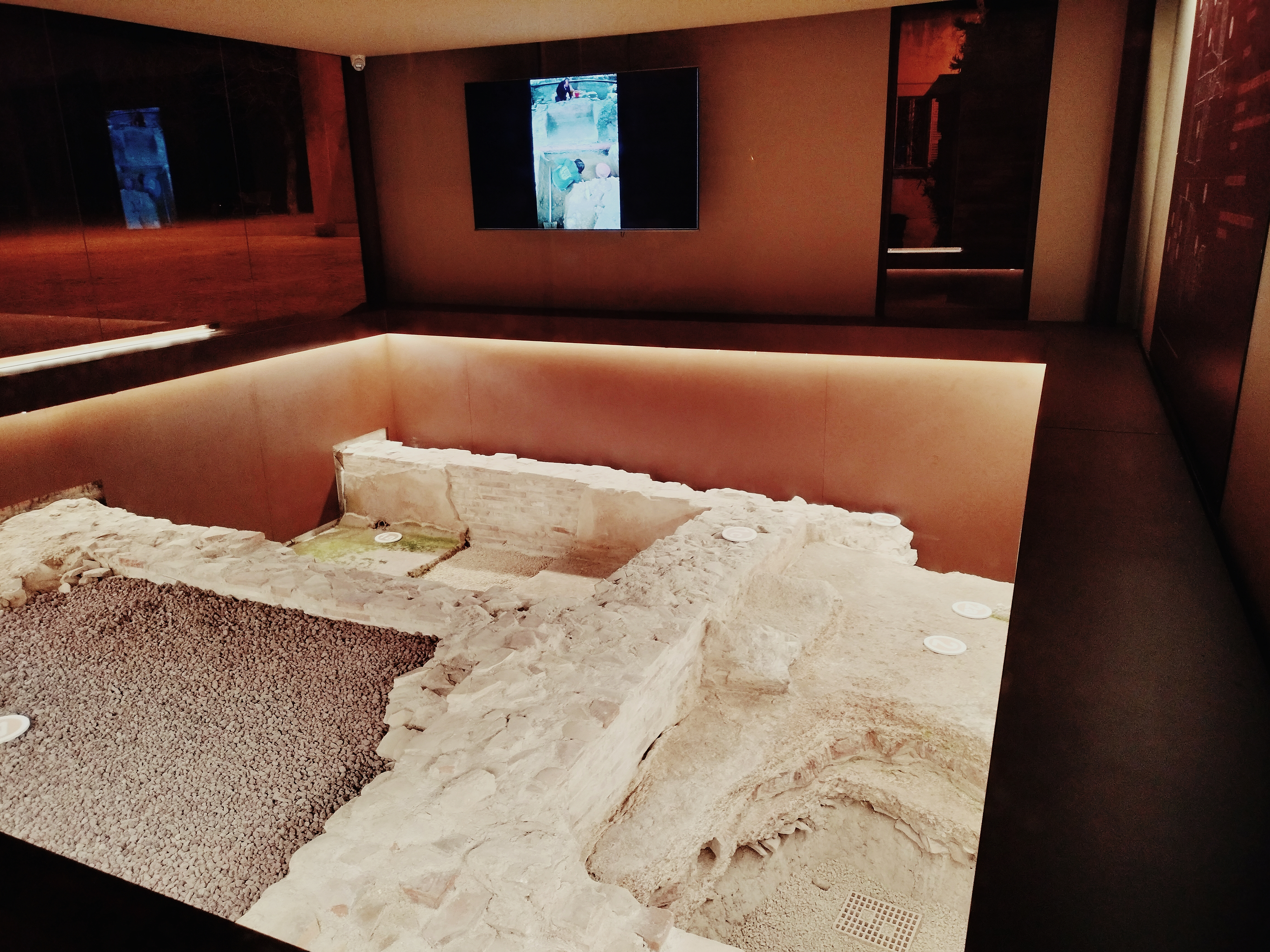
Villa Marittima

Le prime tracce di insediamento umano nel territorio risalgono all'epoca romana, più precisamente fra la prima metà del I secolo a.C. e la prima metà del I secolo d.C. Il ritrovamento dei resti archeologici di un'antica domus nell'estate 2010 ha infatti retrodatato la formazione del nucleo più antico della città, rappresentato dal vecchio incasato del Paese Alto, che era tradizionalmente fatto risalire al medioevo. L'origine romana di San Benedetto era già stata ipotizzata in precedenza, senza però alcun riscontro concreto: si riteneva che fosse sorta sul sito dell'antica città di Truentum (fondata dal popolo dei Liburni), poi ribattezzata dai romani Castrum Truentinum, che è però stata identificata oggi con il sito archeologico posto alla foce del Tronto, nel comune di Martinsicuro. 
La Villa marittima riportata alla luce comprende una zona residenziale, con dei mosaici pavimentali che suggeriscono un utilizzo abitativo o di ricevimento, e una zona di lavorazione e produzione, corrispondente alla moderna Piazza Sacconi. Si ipotizza che le vasche in muratura rinvenute fossero usate per la produzione di vino o garum, identificando l'edificio come un complesso rustico-residenziale posto a breve distanza dal mare.  Non è tuttavia noto se gli antichi edifici abbiano effettivamente costituito la base per lo sviluppo del nucleo urbano delle epoche successive.
In attesa di ulteriori studi sui ritrovamenti, si continua ad accreditare l'ipotesi di un nucleo sorto attorno a una chiesa che avrebbe ospitato le spoglie di San Benedetto martire (oggi conservate nella Chiesa abbaziale di San Benedetto Martire), soldato romano martirizzato nel IV secolo nell'antica Cupra (oggi Cupra Marittima).

## Basso Medioevo

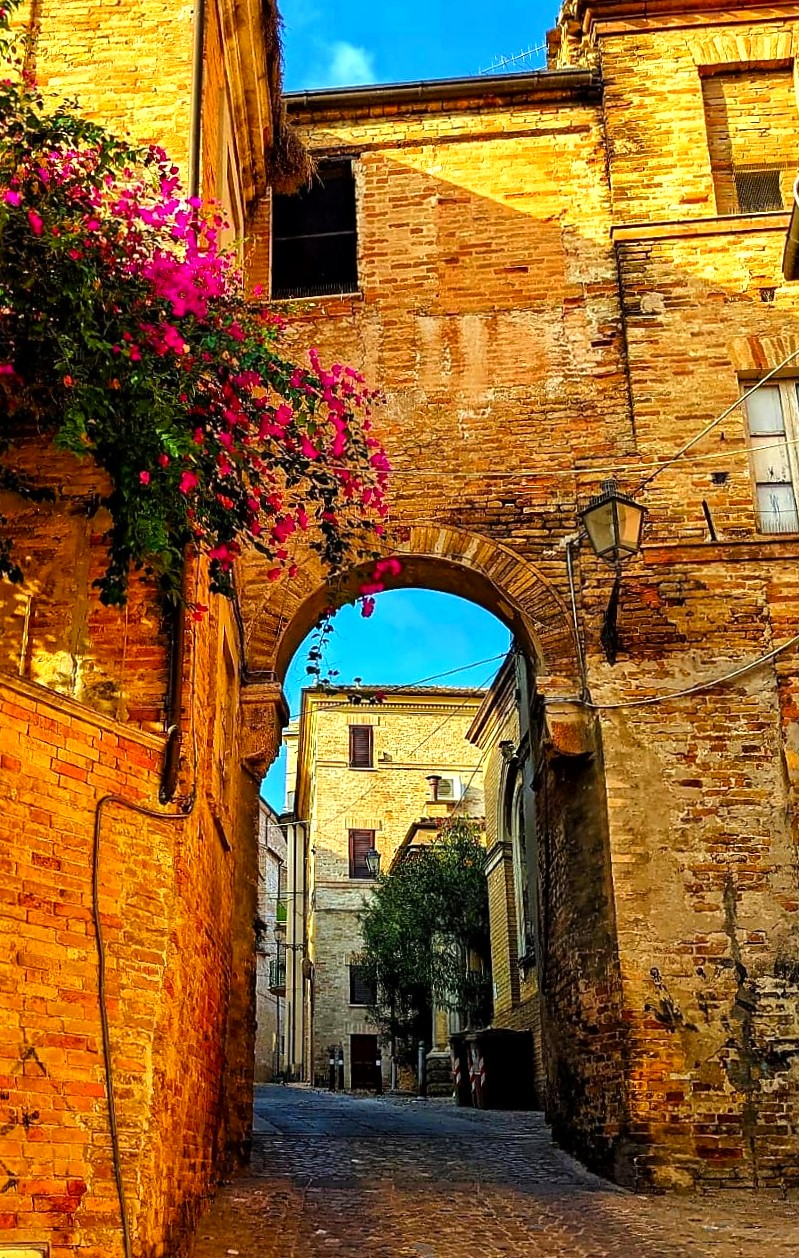
Porta da mare, collegava l'antico borgo con la zona marittima

Nel V secolo la pieve del martire Benedetto, pur essendo su una lieve altura, si è trovata completamente esposta alle scorrerie dei popoli barbari. Le città romane poste lungo la costa videro fuggire i loro cittadini, che si rifugiarono sulle alture dell'entroterra. Con la caduta dell'impero, il Piceno e la sua costa caddero sotto il dominio degli Ostrogoti. Con lo scoppio della guerra gotica, l'Italia tornò ad essere teatro di devastazioni, miseria e morte. Il conflitto non ha risparmiato il Piceno: nel 538 il generale bizantino Belisario inviò 2.000 cavalieri a saccheggiare la regione, mettendola a ferro e fuoco. Anche il generale Narsete ha dato il suo contributo all'azione, venendo il supporto del condottiero bizantino e riunendosi con lui a Fermo per un consiglio di guerra. La popolazione locale, già martoriata da anni di guerra, fame e povertà, venne ulteriormente falcidiata dalla diffusione della peste di Giustiniano.
Il primo documento che menziona precisamente il nucleo abitativo chiamato Castrum Sancti Benedicti risale all'anno 998. Il piccolo centro è citato in un atto relativo all'investitura del beneficio dei SS. Vincenzo e Anastasio in territorio di Acquaviva Picena da parte di Uberto, vescovo di Fermo.Nel 1146 quando i signori Azzo e Berardo di Gualtiero ottengono l’autorizzazione dal vescovo Liberto di Fermo a realizzare un “castrum” sul colle dove sorge la pieve, pur nel rispetto delle pertinenze di questa. L'incasato è indicato con il nome di Castrum Sancti Benedicti, a sua volta edificato con il nome “Plebs Sancti Benedicti in Albula” (Il popolo di San Benedetto in Albula); il toponimo deriva sia dal nome del santo patrono San Benedetto Martire e dell'omonima chiesa, sia dal torrente Albula che tuttora lo attraversa.
Dopo la vittoria bizantina, la regione viene occupata dai Longobardi; è a questo periodo che risale la definitiva distruzione di Truentum e Castrum Truentinum.
A partire dall'anno 839 si ha notizia di continue scorribande ad opera dei Saraceni, che giungendo dal mare devastano le zone costiere e costringono le popolazioni locali a cingere di mura e torri i centri abitati, ormai concentrati sulla cima delle colline.
Nel 1030 un terreno nei pressi dell'Albula venne concesso al vescovo di Fermo, che incrementava la sua influenza nei territori costieri a nord del Tronto. Dopo la morte del vescovo Uberto, al suo successore Ulderico vengono regalati altri 1.500 moggi di terra e la Torre alla foce del Tronto.
Nel 1105 Papa Pasquale II conferma l'appartenenza del monastero di San Benedetto al Tronto a Oderisio, abate di Montecassino, e di nuovo anche nel 1112, con un'altra bolla inviata al nuovo abate cassinense Gerardo.

## L'arrivo della famiglia Gualtieri

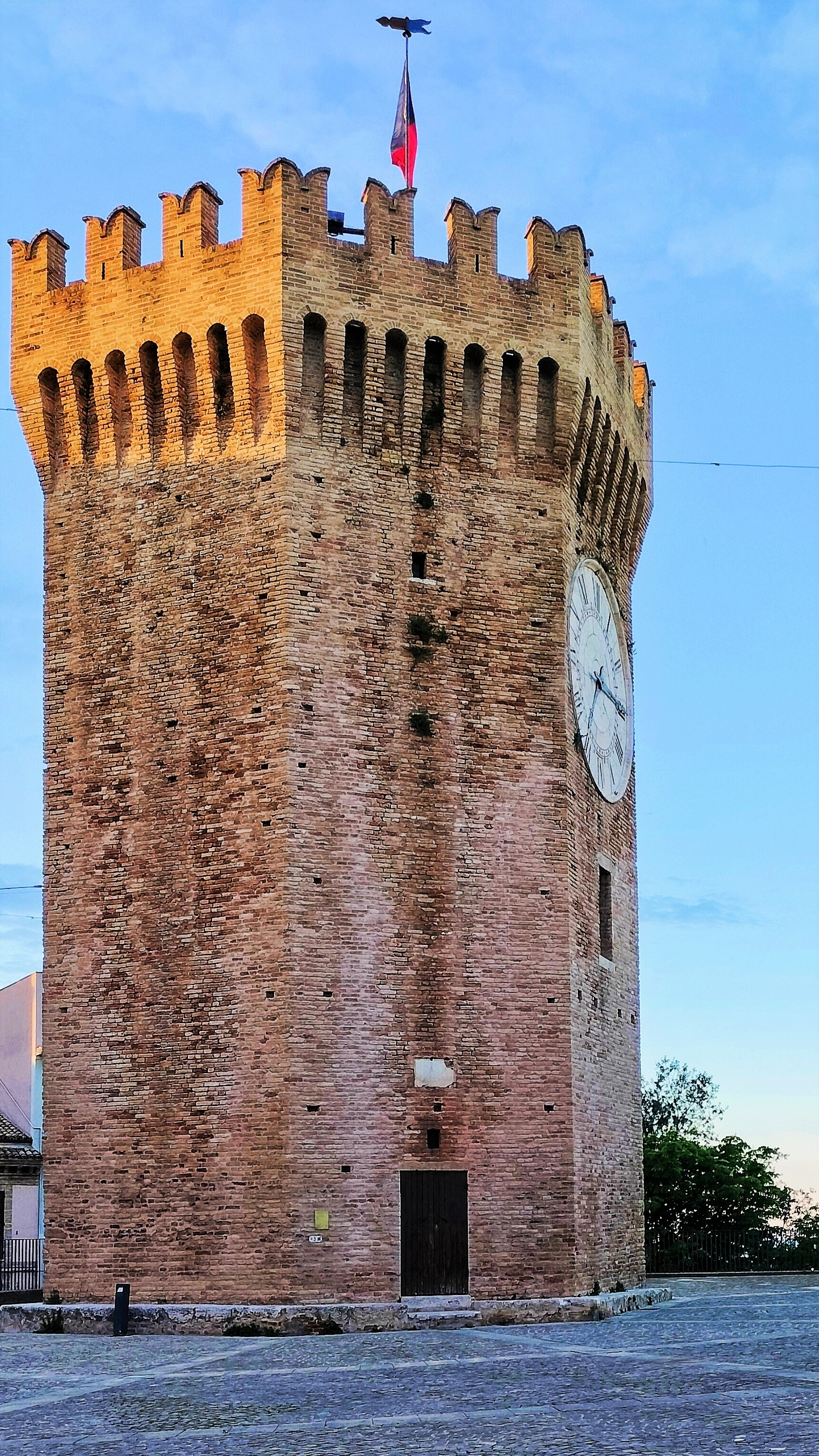
Torre dei Gualtieri

Il primo significativo mutamento insediativo si ha nel 1145, quando i signori Azzo e Berardo di Gualtiero ottennero l'autorizzazione dal vescovo Liberto di Fermo, con un atto datato 27 gennaio 1146, per realizzare un castrum difensivo sul colle ove sorge la pieve, pur nel rispetto delle pertinenze di questa. Le mura del castrum medievale non sono sopravvissute fino ad oggi, a differenza della torre principale che dai fratelli Gualtieri prende oggi il nome. Il complesso fortificato era posto in una posizione strategica, essendo un ottimo punto d'osservazione per tutta la costa prospiciente, e da esso potevano essere diramate indicazioni e segnali a tutti gli altri castelli fermani della costa picena.
I territori compresi tra i fiumi Tronto e Potenza erano soggetti al dominio diretto dei vescovi di Fermo, che ne esercitava il governo. Nel 1190 Fermo si erige a libero comune, ed eredita dunque i possedimenti che il vescovo fermano aveva in queste zone. Tra questi vi è un territorio, citato in un documento dell'Archivio apostolico vaticano, detto campo spoletano compreso fra il Tronto e l'Albula. Nel 1211 Fermo ottenne dall'imperatore Ottone IV di Brunswick il possesso del litorale Adriatico: nessuno poteva costruire case o fortezze senza il permesso diretto della città di Fermo.
Nel 1242 Federico II di Svevia saccheggiò e distrusse Ascoli; per ingraziarsi la città, spingendola a diventare ghibellina e quindi a lui fedele, l'autorizzò a possedere la riva del Tronto fino al castello di San Benedetto in Albula. In questa concessione era però compreso anche il castello di Monte Cretaccio, appartenente all'Abbazia di Farfa e quindi al vescovo di Fermo. I Fermani protestarono vivacemente, fino a che Papa Innocenzo IV non obbligò Ascoli a restituire Monte Cretaccio a Fermo. Nel 1280 le truppe di Ascoli si avventarono contro il castello di San Benedetto, che oppose una forte resistenza e costrinse gli assedianti ad andarsene con grande delusione e umiliazione per il loro fallimento. Oltre ciò, dovettero pagare una multa salatissima per non essersi presentati a giudizio per questa azione di guerra. Il 1280 segna dunque la vittoriosa resistenza di San Benedetto aiutato dai fermani contro Ascoli.

## Il Quattrocento
Nel 1440 vi furono liti territoriali con Acquaviva Picena, riguardava un tratto di confine denominato "Campo de lo stampazo", con l'intervento dei Priori di Fermo, dai quali entrambi paesi dipendevano, venne attribuito a Acquaviva. San Benedetto restò per secoli oggetto della rivalità tra le città di Ascoli e Fermo, che se ne contesero aspramente il possesso. Nel 1463 Fermo dette incarico al frate Giacomo della Marca di pronunciarsi quale arbitro nella questione, e risolvere una volta per tutte le secolari controversie fra le due città. Frate Giacomo della Marca il 3 luglio 1463 emise il suo giudizio assegnando i territori meridionali di S. Benedetto, compresi tra il torrente Ragnola e il Tronto, a Monteprandone, garantendo dunque agli ascolani uno sbocco strategico al mare; inoltre annetté alla giurisdizione di Monteprandone il Monte Cretaccio, sotto il quale si sarebbe dovuto costruire l'omonimo porto (Porto d'Ascoli), la cui realizzazione però non avverrà mai. Nel 1492 San Benedetto ebbe divergenze territoriali con Grottammare, in quel periodo San Benedetto aveva un terzo della popolazione di Grottammare, Fermo inviò un emissario per definire i confini dei due castelli. 

### Epidemie
Nel 1478 un'epidemia di peste, forse portata da turchi, devastò il territorio di San Benedetto decimando la popolazione; gli effetti furono tanto devastanti che nel 1491, essendo il paese rimasto pressoché disabitato, su iniziativa del municipio di Fermo (che all'epoca ne deteneva la giurisdizione), venne deciso di dare facoltà ad alcuni profughi imolesi di stabilirvisi, concedendo loro terreni in enfiteusi.

## Sotto lo Stato pontificio

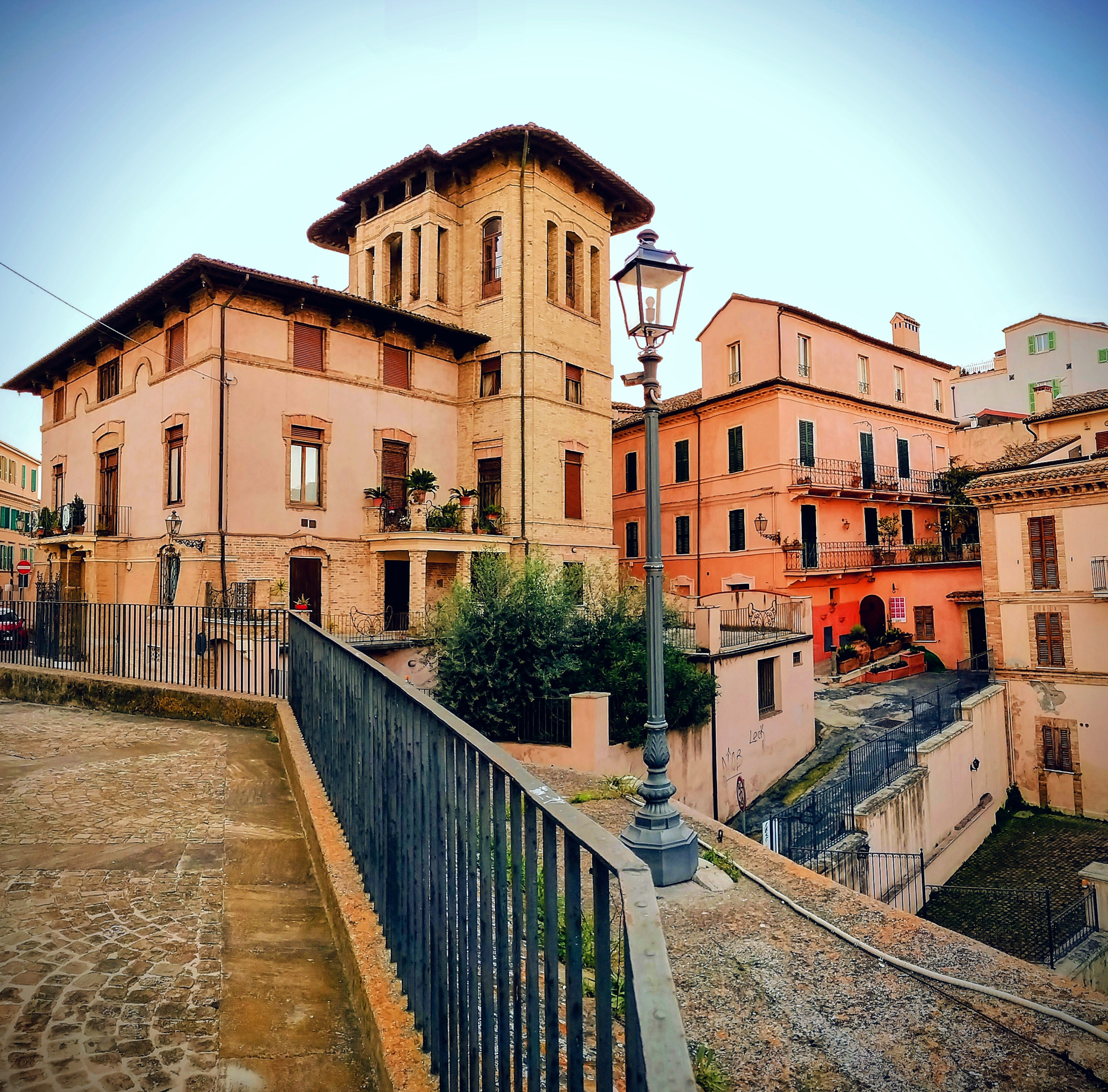
San Benedetto del Tronto. Tipico scorcio del vecchio incasato, presso il Paese Alto, a sinistra Palazzo Anelli risalente al 1730

Saccheggi e devastazioni a varie riprese caratterizzano anche il XVI secolo per cui il paese, seppure di importanza strategica, non riuscì a svilupparsi se non dopo aver riacquistato un po' di tranquillità. È del 1615 la testimonianza di una prima espansione fuori dalle mura, verso il mare, con la costruzione di una chiesetta dedicata alla Madonna della Marina in corrispondenza del luogo dove oggi è situata piazza Cesare Battisti, in prossimità del vecchio Palazzo Municipale. Costruita sul litorale appena fuori dalle mura del borgo antico, sulla direttrice che dalla Porta Sud conduceva alla spiaggia nei pressi della via Litoranea, fu stimolo per la popolazione a scendere in marina. Nel Museo di Arte Sacra di San Benedetto del Tronto è conservata un'epigrafe in latino del 1615, a memoria della fondazione dell'antica chiesetta. Fu parzialmente distrutta dall'inondazione del torrente Albula del 6 luglio 1898, e per i danneggiamenti subiti fu chiusa al culto e demolita l'anno seguente. La devozione del popolo sambenedettese alla Madonna del Mare non si spense, e una nuova chiesa (la moderna Cattedrale di Santa Maria della Marina) venne costruita.
Persa la sua storica importanza strategica e militare all'interno del pacificato Stato Pontificio, San Benedetto cominciò a svilupparsi nel XVII e XVIII secolo come borgo di pescatori. Nel giro di pochi anni cominciarono a sorgere dei magazzini rudimentali e casupole in cui i pescatori depositavano gli attrezzi da pesca. Nel 1763 si ha notizia del primo intervento urbanistico, organizzato e realizzato a cura dell'ing. Paglialunga di Fermo.

### L'Ottocento

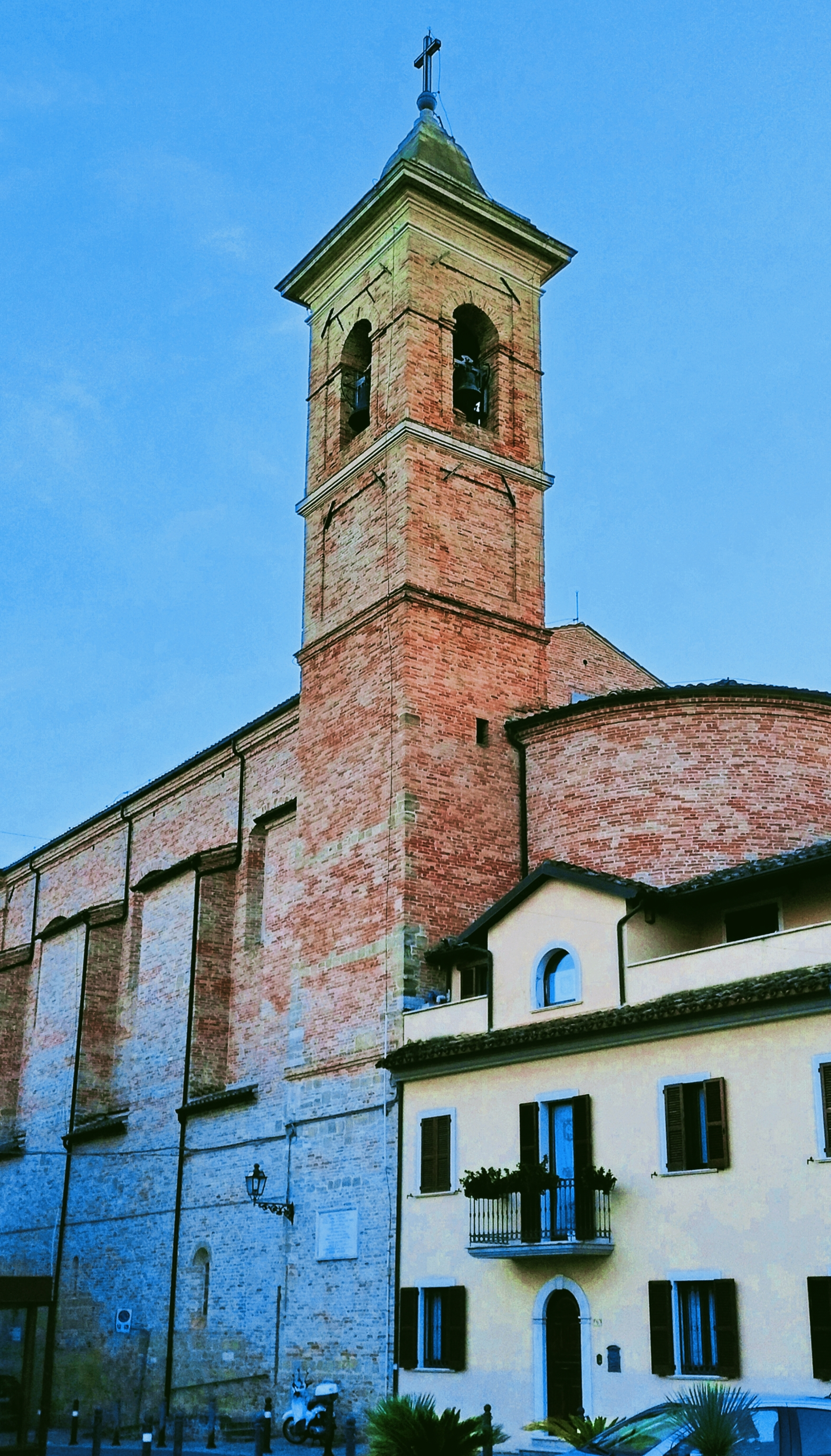
Chiesa abbaziale di San Benedetto Martire

Lo sviluppo demografico della città di San Benedetto del Tronto non può che rassomigliare a quello di tanti altri centri rivieraschi dell'Adriatico, ove svolgono un ruolo determinante le immigrazioni (rese necessarie per il ripopolamento sul finire del XV secolo e proseguite fino ai giorni nostri in modo significativo), le incursioni e le catture barbaresche, i rapporti con le popolazioni transadriatiche, le epidemie, le successive e massicce emigrazioni in altri luoghi dell'Italia e all'estero, talune con caratteristiche specifiche legate ai mestieri del mare.
San Benedetto, attraverso questi fenomeni, appare come una vera e propria “testa di ponte” ove si approdava con le barche o si giungeva dai paesi dell'interno e ci si stanziava, magari per ripartire per altri lidi, ma sempre lasciando tracce di quegli apporti demografici. Ciò è particolarmente significativo dal XVIII secolo, quando la pesca fa da motivo di attrazione e la viabilità costiera, resa più agevole e sicura, ne fa uno snodo tra lo Stato Pontificio e il Regno di Napoli.
Il XVIII secolo è il secolo nel quale la popolazione sambenedettese inizia a uscire dal sovraffollato quartiere Castello, dopo aver del tutto invaso con le nuove costruzioni lo spazio di rispetto delle mura fortificate e talvolta anche avendole scavalcate, costruendo edifici verso i giardini sottostanti. L'espansione urbana è proseguita lungo e al di sotto della strada “Lauretana” (l'odierna statale 16), detta dei "paiarà" (toponimo derivato dal primo insediamento sviluppatosi sulle terre costiere, che deve il proprio significato da quelle case costruite con paglia impastate con argilla). Il restante territorio della marina è ancora inabitabile a causa degli acquitrini che vi si sono formati nei secoli con il ritirarsi della costa, mentre la campagna circostante comprende solo rare case coloniche.
Successivamente, con la progressiva conquista e bonifica delle terre sottratte alla marina, buona parte delle circa 5.000 anime che costituivano la popolazione sambenedettese nel 1850 abitava già in prevalenza nel quartiere Marina, arricchendo la nomenclatura delle contrade portandone il numero da nove a dodici. Sono soprattutto i pescatori, i calafati, gli sciabicotti, i pescivendoli e i facchini di marina che si insediano al di sotto della Strada detta Lauretana, principalmente per una maggiore comodità professionale. Il centro sociale, civile e di conseguenza economico del paese non è più individuabile all'interno delle mura del Castello, dove la maggior parte dei residenti sono ora pochi artigiani con le loro botteghe, i benestanti e alcuni possidenti agricoli. Qualche marinaio abita ancora nel quartiere Castello, ma ciò rappresenta un'eccezione rispetto alla maggioranza che occupa lo spazio sotto le mura orientali.

### Epoca napoleonica

Dipartimento del Tronto

Delegazione apostolica di Ascoli

Alla proclamazione della Repubblica Romana, nel 1798-1799 le Marche vengono divise in tre grandi Circoscrizioni che, sull'esempio francese, prendono il nome dai fiumi: il Dipartimento del Metauro con capoluogo Ancona, il Dipartimento del Musone con capoluogo Macerata e il Dipartimento del Tronto con capoluogo Fermo. Il Dipartimento del Tronto comprendeva l'attuale Provincia di Ascoli Piceno, la Provincia di Fermo e parte di quella di Macerata. I Dipartimenti sono divisi in cantoni; San Benedetto è compresa in quello di Offida insieme ad Acquaviva Picena, Monteprandone, Monsampolo del Tronto, Spinetoli, Castorano, Ancarano. In questo periodo si registrano numerosi passaggi di truppe a San benedetto; nella vicina Acquaviva si verifica un feroce assedio da parte degli insorgenti contro i francesi. La Repubblica Romana imposta dai francesi è invisa al popolo; premuta a nord dagli Austriaci e a sud dai Napoletani, il 13 novembre 1799 cadde a seguito dell'occupazione di Ancona, facendo tornare Marche allo Stato Pontificio. Già nel 1808 però Napoleone Bonaparte aggregherà i territori marchigiani al Regno Italico. Nel luglio 1808 Eugenio di Beauharnais, vice Re d'Italia, nomina podestà di San Benedetto Francesco Voltattorni. Nello stesso anno San Benedetto è scelta dai francesi come piazza di scalo dei trasporti militari. Caduto Napoleone, il Dipartimento del Tronto sopravvisse con Gioacchino Murat, che tornando con le truppe nel Regno di Napoli dopo la sconfitta sostò a San Benedetto.

### Dopo il congresso di Vienna
Con il ritorno dello Stato Pontificio, nel luglio 1816 il Dipartimento del Tronto venne diviso da Papa Pio VII: San Benedetto entra a far parte della Delegazione apostolica di Fermo, insieme ad Acquaviva e Monte Aquilino. Nel 1827 San Benedetto, che dai primordi della sua storia è stata legata al dominio di Fermo, passa al governo di Montalto delle Marche, che successivamente nel 1831 confluirà nella Delegazione apostolica di Ascoli.
Il documento più antico conservato presso dell'archivio storico comunale, datato 1828, ripercorre  il Carnevale a San Benedetto del Tronto, oggi meglio conosciuto come il Carnevale Sambenedettese. Si tratta dell’elenco dei "banchi" riservati ad alcune famiglie sambenedettesi per assistere, a pagamento, al "Teatrino de Dilettanti pel Carnevale" messo in scena dai "signori recitanti, orghestra e li due suggeritori". Siamo in un periodo in cui la vita amministrativa, ma anche quella socio culturale, è ancora relegata all’interno delle quattro mura castellane presso il vecchio incasato del Paese alto e, in occasione di quel Carnevale del 1828, era stato allestito un teatrino in una ristretta stanza della prima sede comunale, divenuta poi scuola elemantre "Castello", oggi sito archeologico dove vi sono resti di una villa marittima di epoca romana.
In un censimento svolto nel 1851 dallo Stato Pontificio, San Benedetto registra appena 5.351 abitanti; tra le imbarcazioni possedute dalla sua marineria si contano circa una dozzina di tartane.

### Le epidemia di colera

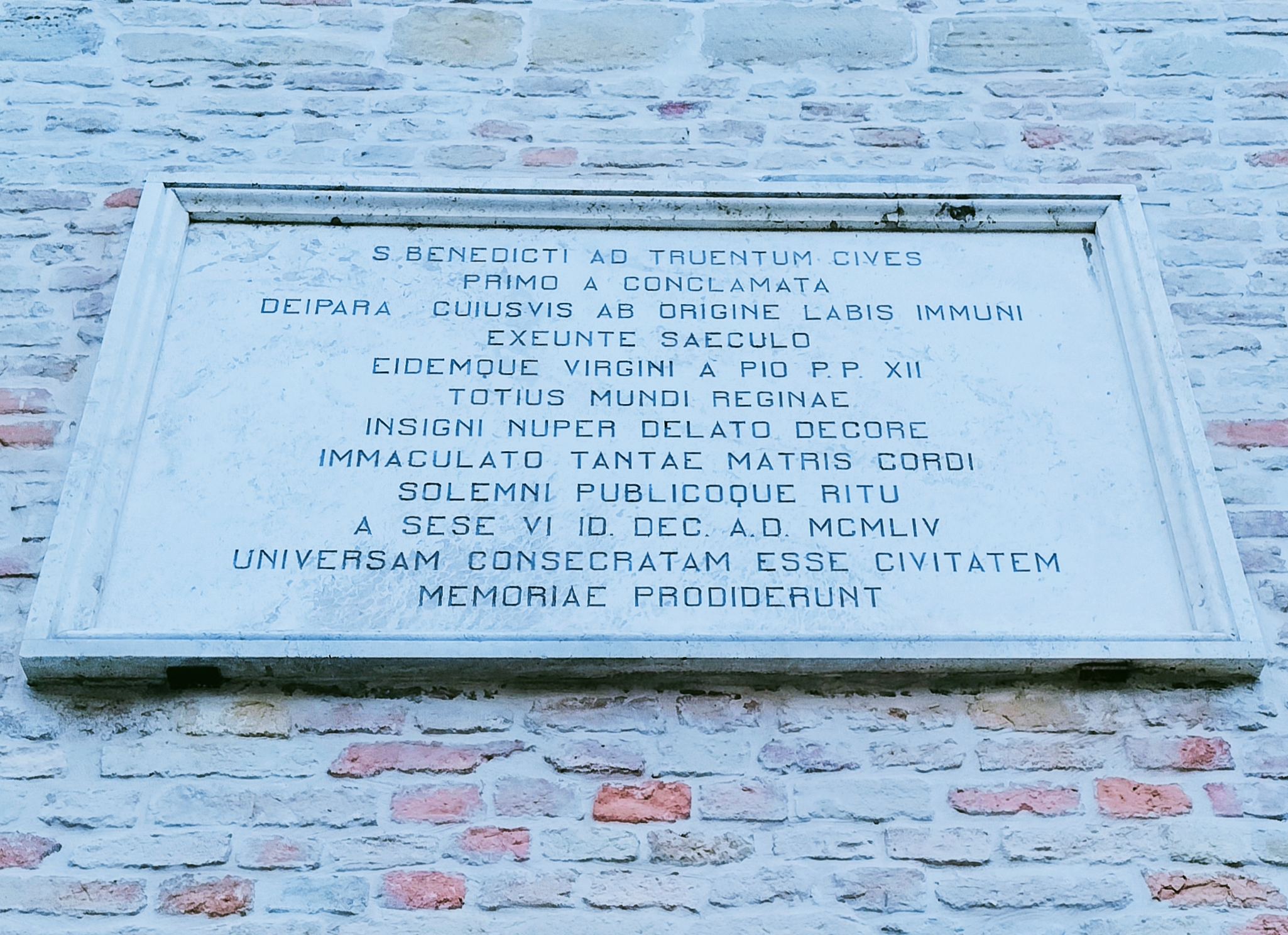
La targa di devozione, situata alla base del campanile della Chiesa abbaziale di San Benedetto Martire, ricorda la devozione dei sanbenedettesi verso la Vergine. Pubblicata l'8 dicembre 1954, a cento anni esatti (1885) da quando San Benedetto fu colpito dal colera.

Nel corso dell'800 San Benedetto è stata esposta a diverse ondate di epidemia di colera. La prima del 1831 non procurò molte vittime, ma la seconda, che si manifestò nel 1854 con una forte recrudescenza nel 1855, arrivò a mietere quasi 400 vittime. Una terza giunse improvvisa nel 1886, in piena stagione balneare, e vide 760 colpiti, con 194 decessi.

### Passaggio di Garibaldi, di Pio IX, di Vittorio Emanuele II

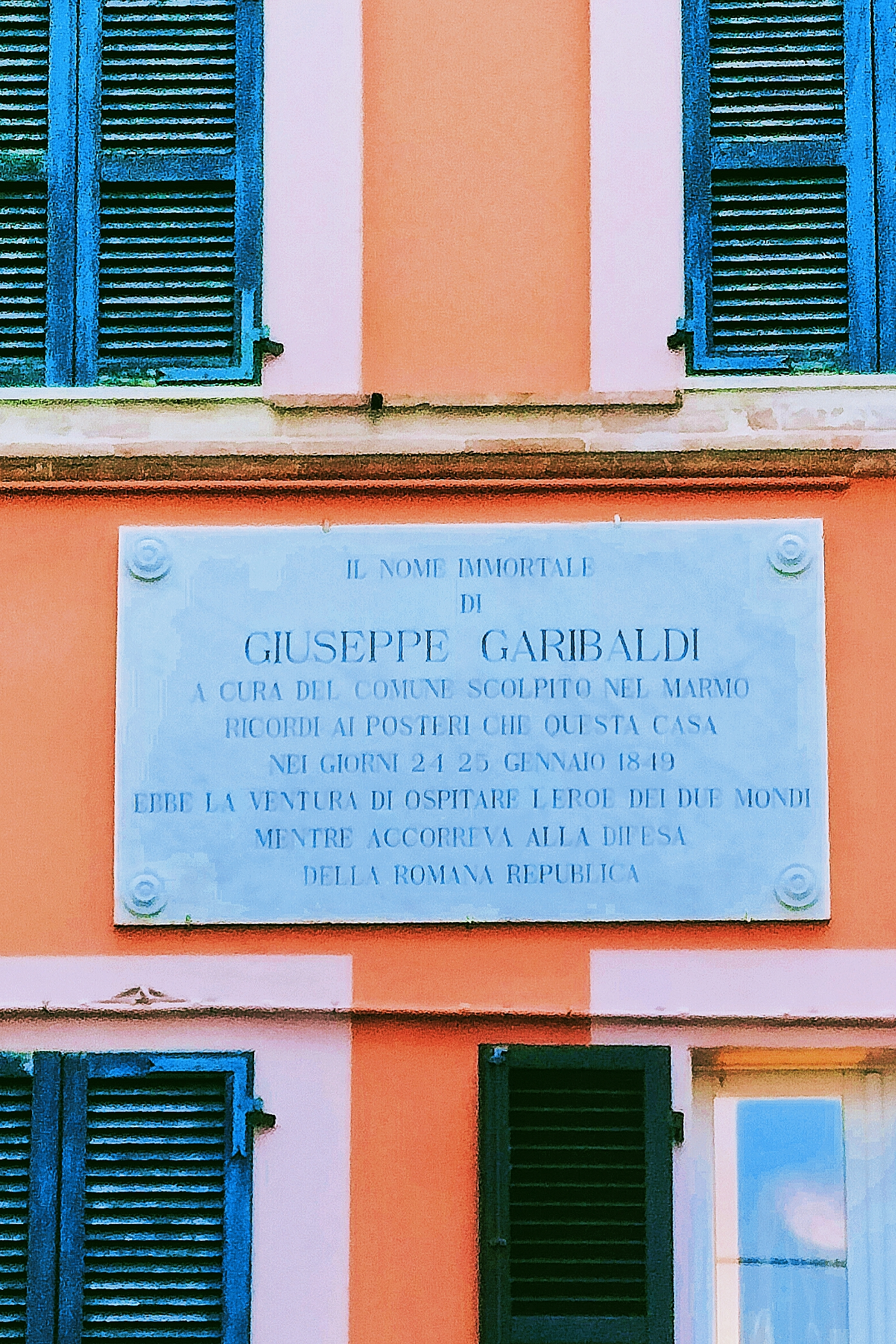
La lapide presso palazzo Neroni

Il 24 gennaio 1849 Giuseppe Garibaldi passa a San Benedetto accompagnato da Nino Bixio, Gaetano Sacchi e da alcuni ufficiali e soldati. Ospitato presso Palazzo Neroni Cancelli, appartenente a Giuseppe Neroni Cancelli, prima di ripartire verso Roma volle rilasciare un biglietto di apprezzamento alla Guardia Civica, conservato dalla Famiglia Neroni. Vi era scritto: "Alla Civica di San Benedetto invia salute e fratellanza il riconoscente Garibaldi". In ricordo, furono apposte due lapidi, una in corso Neroni, l'altra nell'ex Palazzo comunale.
EBBE LA VENTURA DI OSPITARE L'EROE DEI DUE MONDI MENTRE ACCORREVA ALLA DIFESA DELLA REPUBBLICA ROMANA»
(dalla lapide marmorea su Palazzo Neroni Cancelli di San Benedetto del Tronto)
Il 18 maggio 1857 Papa Pio IX passa per San Benedetto e benedice la folla accorsa ad osannarlo; una lapide muraria viene posta a ricordo dell'avvenimento.
Nel 1860, dopo la vittoriosa battaglia di Castelfidardo e il successivo assedio di Ancona, il Regno di Sardegna sconfisse lo Stato Pontificio e poté annettere i territori delle delegazioni dell'Umbria e delle Marche: San Benedetto entrava a far parte del neonato Stato Italiano. Essendo Garibaldi ancora impegnato con la sua spedizione del Regno delle Due Sicilie, i piemontesi decisero di intervenire invadendolo a loro volta, passando lo storico confine posto sul fiume Tronto. l 15 ottobre 1860 quindi Re Vittorio Emanuele II alla testa del suo esercito attraversa San Benedetto e viene acclamato dalla folla.

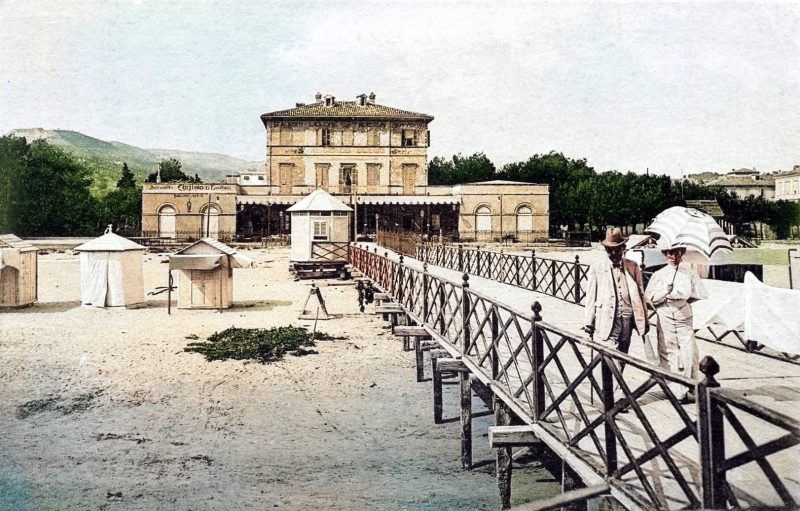
Il primo stabilimento balenare cittadino “Stabilimento di Bagni Marini” nel 1865

Pochi anni dopo l'unificazione nazionale, nel 1863, presero il via i lavori di costruzione della linea ferroviaria adriatica, che costituì un passaggio storico per tutto il territorio collegandolo ai principali centri abitati del versante Adriatico. Negli stessi anni, parallelamente allo sviluppo ininterrotto della marineria, aprivano i primi stabilimenti balneari e l'amministrazione del sindaco Secondo Moretti delineò la vocazione turistica della cittadina di San Benedetto.
Nel 1896, a seguito della promulgazione di un apposito Regio Decreto, San Benedetto assume la denominazione del Tronto, per distinguerlo dagli altri San Benedetto del nuovo Regno d'Italia.

### L'emigrazione marinara sambenedettese
Nell 1800 la crisi della marineria pontificia nel periodo post Restaurazione favorì l'emigrazione di barche e di uomini verso altre zone dell'Italia e altri centri dell’Adriatico. Dal 1820 in poi, fino alla seconda metà del XIX secolo, il flusso migratorio fu diretto verso il vicino Abruzzo, nelle comunità di Giulianova, Silvi, Castellamare Adriatico, Pescara, Ortona e Vasto. Nel 1845 decine di pescatori emigrano nel litorale laziale nelle città di Nettuno, Anzio e Civitavecchia.
Verso la fine dell'Ottocento si intensifica il flusso migratorio verso la zone del Golfo della Spezia e dell'alto Tirreno, in particolare nel paese Bocca di Magra, frazione del comune di Ameglia. Altre famiglie si stabilirono nella vicina Viareggio, dove portarono nella città toscana le loro imbarcazioni da pesca, chiamate Trabaccoli, motivo per cui furono denominati dai viareggini i trabaccolari di San Benedetto. I maggiori guadagni, gli approdi più sicuri rispetto alla “spiaggia aperta” della costa medio adriatica e la notevole pescosità di quelle acque determinano lo stanziamento di tanti altri ceppi familiari. L'unione delle due tradizioni marinare è evidente in un piatto tipico della città toscana, la Pasta alla trabaccolara, in onore alla marineria Sambenedettese che emigrò in loco. Ad oggi nella città di Viareggio, i discendenti dei sambenedettesi sono un quinto della popolazione, circa 15.000 individui. Dal 1994, tra le due città è in atto un sentito gemellaggio. Al termine della Prima guerra mondiale alcune famiglie sambenedettesi emigrarono nell’isola di Lussino, nell'arcipelago delle Isole Quarnerine.
Dal 1930 il flusso migratorio si riversò di nuovo sia nel vicino Abruzzo, in particolare verso San Vito Chietino e Vasto, sia nel Molise, nella città di Termoli. Sempre in questo periodo un altro flusso migratorio si concentra nella città di Cesenatico e in altri centri della riviera romagnola. Dalla fine dell'Ottocento a metà del novecento molti sambenedettesi, circa 1.500, emigrarono verso le Americhe: in nord America nella città Chicago Heights, da cui poi molte famiglie mossero in California nelle città di Collinsville, San Francisco e San Diego, dove i marinai sambenedettesi, con i loro motopescherecci oceanici, si spinsero a pescare verso altri mari, giungendo persino fino in Alaska e Groenlandia a caccia del Merluzzo; in sud America invece verso l'Argentina, a Buenos Aires e soprattutto Mar del Plata, con la quale vi è un sentito gemellaggio.

## Dal 1901 alla Seconda guerra mondiale

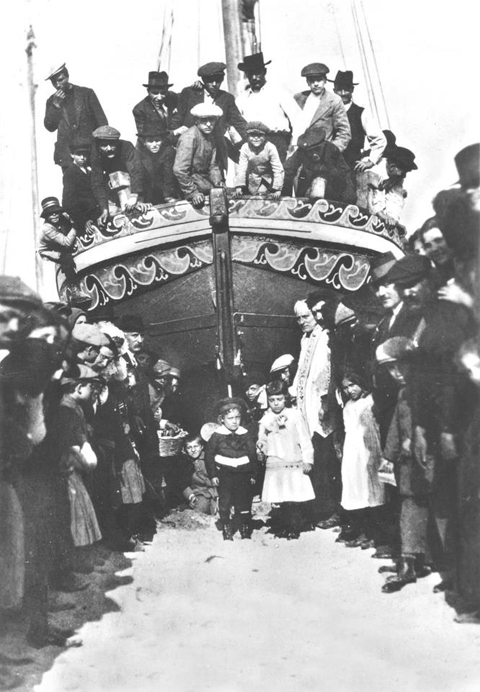
Il varo del motopeschereccio San Marco

Nel 1907 comincia la costruzione del porto peschereccio, il cui ultimo ampliamento è del 2000. Già nel 1773 la marineria locale aveva in dote 20 paranze. Nel 1809 San Benedetto del Tronto contava una cospicua flotta di pescherecci, due dozzine di paranze e una dozzina di battelli e circa 200 pescatori; in quel periodo non c'era una struttura portuale vera e propria, e l'ammaraggio avveniva direttamente sull'arenile. Nei due decenni a seguire, la flotta vide raddoppiare il numero delle imbarcazioni, con i pescatori che erano costretti a spostare le loro imbarcazioni a mano sia durante il varo che nella rimessa a terra. Nel 1912 avviene il varo del primo peschereccio a motore costruito in Italia, il "San Marco", su concezione del monsignor Francesco Sciocchetti. (vedi La pesca)
Nel 1928, con decreto ministeriale, San Benedetto otteneva il riconoscimento di "Stazione di Cura, soggiorno e turismo", prima località balneare delle Marche e di tutta la costa adriatica ad ottenere tale titolo. Il 20 luglio del 1932 viene inaugurato il Lungomare di San Benedetto del Tronto, che ancora oggi mantiene la stessa impostazione originaria. L'Azienda Autonoma di Soggiorno e Turismo di San Benedetto del Tronto diede l'incarico all'ingegnere modenese Luigi Onorati di progettare una strada che costeggiasse la spiaggia, per migliorare le attrattive turistiche della cittadina che già dal 1865 era una delle prime località marittime dell'Adriatico ad avere inaugurato uno stabilimento balneare, lo Stabilimento Bagni. (vedi Il tursimo balneare)

### Annessione di Porto d'Ascoli
Nel 1935, dopo molti tentativi avvenuti negli anni precedenti, un decreto regio annette Porto d'Ascoli, fino ad allora frazione di Monteprandone, ai territori della città per motivi di convenienza territoriale: San Benedetto infatti è in piena espansione, e necessita di ulteriore spazio. Nel 1961 Porto d'Ascoli viene ufficialmente incorporata al nucleo urbano di San Benedetto: l'ISTAT, in occasione del X Censimento, la considera infatti parte integrante del capoluogo comunale e non più sua frazione; il suo centro conserva tuttavia una sua specifica identità, come quartiere.
(Carlo Giorgini, ex sindaco di San Benedetto del Tronto, estratto della relazione del censimento generale della popolazione del 1961.)
L'accorpamento, che avvenne dopo molti vani tentativi precedenti, fu determinato da motivi di convenienza territoriale: San Benedetto infatti era all'epoca in piena espansione e aveva bisogno di spazio per il proprio sviluppo, e conoscendo quindi un intenso sviluppo legato alla produzione e alla commercializzazione dei prodotti ortofrutticoli. Porto d'Ascoli è la terza anima storica della città assieme al Paese Alto e alla "Marina".In quel periodo San Benedetto contava oltre 17 000 persone, mentre la frazione di Porto d'Ascoli si estendeva in area di 11,7 kmq, contava 458 famiglie e poco più di 2 500 persone.
Porto d'Ascoli era un centro sviluppatosi poco alla volta soprattutto su un'area a forma di triangolo, formato dalla intersezione della strada statale Adriatica e della ferrovia per Ascoli Piceno, che, appena distaccatasi dalla Bologna-Lecce, deve traversane la strada per risalire la valle del Tronto. Poco più di 200 metri prima di questa intersezione, si distacca dalla Strada Statale Adriatica un viale (Via Mare) che dà accesso alla spiaggia e attraversa la ferrovia Adriatica per mezzo di un passaggio a livello; questo viale praticamente chiudeva a nord il triangolo, ma in realtà lungo di esso le costruzioni giungevano fino al mare. La zona balneare era molto ridotta. A breve distanza dal centro, all'incrocio tra la strada statale Adriatica e la strada provinciale per Monteprandone, si stava formando un altro agglomerato, detto Ragnola, dal vicino omonimo torrente, nei pressi di una delle due importanti fornaci per laterizi di San Benedetto. Porto d'Ascoli non è stato mai la «marina» di Ascoli Piceno : si tratta di un centro sorto su incrocio stradale e, successivamente, ferroviario, che solo incidentalmente si trovava vicino al mare. La vera «marina di Ascoli, intesa come luogo balneare, è stata San Benedetto, che, anche se qualche chilometro più lontana, era infinitamente più attrezzata. Del resto, chi si recava da Ascoli al mare in treno anziché in strada rotabile non aveva possibilità di scelta, dato che il treno a Porto d'Ascoli non fermava. La modestissima attività balneare che si svolgeva in questa località era dovuta a pochi turisti abruzzesi, più che agli ascolani.

### I bombardamenti su San Benedetto

Il vecchio incasato del Paese Alto dopo il bombardamento aereo del 27 novembre 1943

L'arco di Fiorà fu commissionato dalla famiglia Fiorani, fu eretto nel 1856 e distrutto dai tedeschi in ritirata nel 1944, era situatao nell'attale via Elio Fileni nel Paese Alto

L'8 settembre 1943, durante il secondo conflitto mondiale, ci furono i primi bombardamenti alla città da parte degli alleati, a cui seguirono i primi sfollamenti della popolazione per fuggirne. Durante il mese di ottobre, quando i bombardamenti divennero quotidiani, si verificò il quasi totale sfollamento verso i più sicuri paesi dell’entroterra: Acquaviva Picena, Monteprandone, Ripatransone, Offida e le campagne circostanti.
Il 27 Novembre 1943 il vecchio incasato, come tutta la città di San Benedetto, subì il più pesante bombardamento aereo delle forze alleate: gran parte del Paese Alto venne distrutto (ne è un esempio l'arco di Fiorà, successivamente mai ricostruito), centinaia di cittadini furono feriti e oltre venti persone restarono uccise.

### Le stragi naziste
- Il 28 novembre 1943 a bordo di motocarrozzette giunsero a San Benedetto del Tronto cinque soldati tedeschi, che si recarono presso un deposito di beni alimentari per fare razzia di quello che potevano portare via. Il maresciallo maggiore Luciano Nardone affrontò i tedeschi ordinando loro di riconsegnare i viveri. Ne nacque uno scontro armato, nel quale il maresciallo Nardone rimase ucciso; in quegli istanti giunse davanti al deposito il carabiniere Isaia Ceci in aiuto del collega, ma fu ucciso anche lui in seguito ad una raffica che lo colpì a morte.
- Il 4 gennaio 1944, nella località Porto d'Ascoli in contrada Ragnola, ci fu l'uccisione di Guido Sgattoni, che insieme ai suoi famigliari rimasero a custodire la loro casa colonica, un nucleo di soldati si era presentato in cerca di viveri da razziare ma l’incursione era stata sventata. Durante la notte tornarono nell'abitazione della famiglia Sgattoni, per fare razzia. Quando se ne andarono Guido Sgattoni aveva deciso di recarsi presso il vicino comando per chiarire la situazione, ma durante il cammino ci fu l'aggressione da parte dei tedeschi, Sgattoni rimase ferito gravemente e moriva poche ore dopo.[34]
- Il 12 giugno 1944 i tedeschi, a ridosso della ritirata, depredano e saccheggiano la città. In via Madonna della Pietà, nel quartiere Ponterotto di San Benedetto del Tronto, furono uccisi il Brigadiere dei carabinieri  Elio Fileni, Neutro Spinozzi e Salvatore Spinozzi.[35]

### La liberazione

Liberazione di San Benedetto, l’entrata in città delle truppe alleate

Il 18 giugno 1944, dopo 144 bombardamenti aerei e sei cannoneggiamenti navali che hanno devastato la città nella seconda guerra mondiale, San Benedetto viene liberata dal corpo di spedizione polacco.

### La strage dei bambini
Il primo aprile del 1949, quattro bambini che recuperarono materiale bellico in una grotta del monte di Bruciccio nei pressi dell'allora quartiere Castello oggi Paese Alto, che scambiarono per pezzi di ferro da poter rivendere, li portarono nelle loro rispettive case, invece erano ordigni che un gruppo di partigiani aveva nascosto lì qualche anno prima, all’epoca in cui seguivano sulle colline l’arretramento del fronte nazista. Nessuno tornò a recuperare quelle granate che rimasero lì per almeno cinque anni. Fu una strage, la più drammatica, a San Benedetto, dal dopoguerra a oggi. Il boato che uccise quattro bambini fece tremare tutto il centro cittadino.

## Dalla seconda guerra mondiale ad oggi

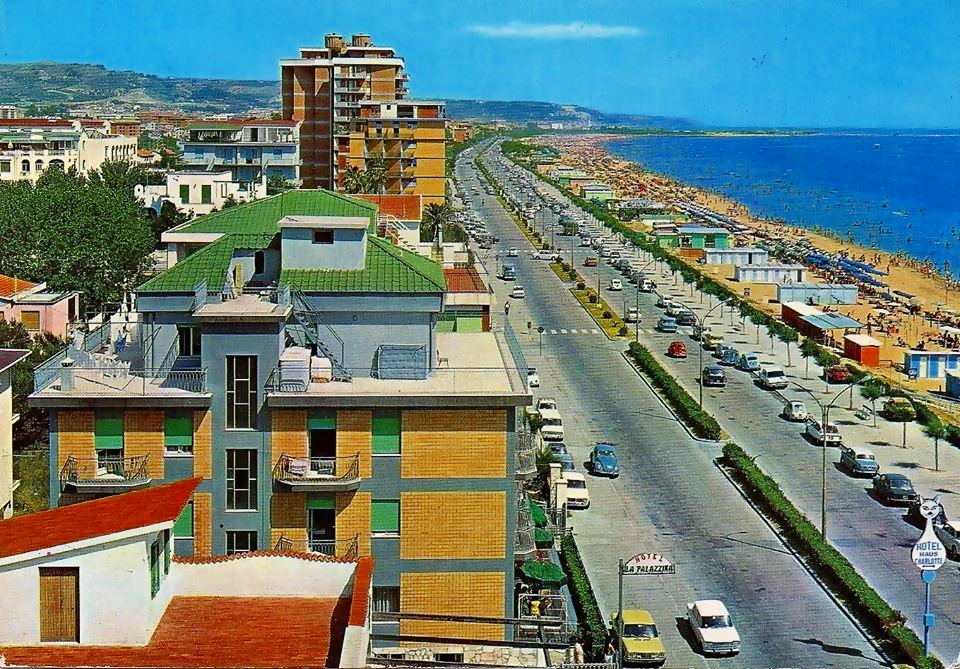
Il lungomare di San Benedetto del Tronto nel 1960

Nel secondo dopoguerra San Benedetto del Tronto ha conosciuto uno sviluppo sostenuto. Nel 1946 in occasione del cambiamento di alcune vie cittadine, deliberato nell’agosto del 1945, il Lungomare Tommaso di Savoia viene intestato a Bruno Buozzi (attuale Viale Bruno Buozzi). Nel 1948 il Ministero dei lavori pubblici stanzia i primi fondi per la definitiva sistemazione del Lungomare sino nella località di Porto d'Ascoli. La città conobbe un forte incremento demografico: i 23 000 abitanti del 1951 diventarono oltre 42 000 nel 1971 per effetto del movimento migratorio dall'entroterra e dal flusso migratorio da varie zone della penisola. Negli anni '60 del miracolo economico italiano, al pari delle altre città costiere italiane e marchigiane, San Benedetto del Tronto è incominciata a essere una delle prime città marchigiane a beneficiare del turismo balneare, e divenne una delle più importanti località turistiche delle Marche e del Medio Adriatico.

### La pesca

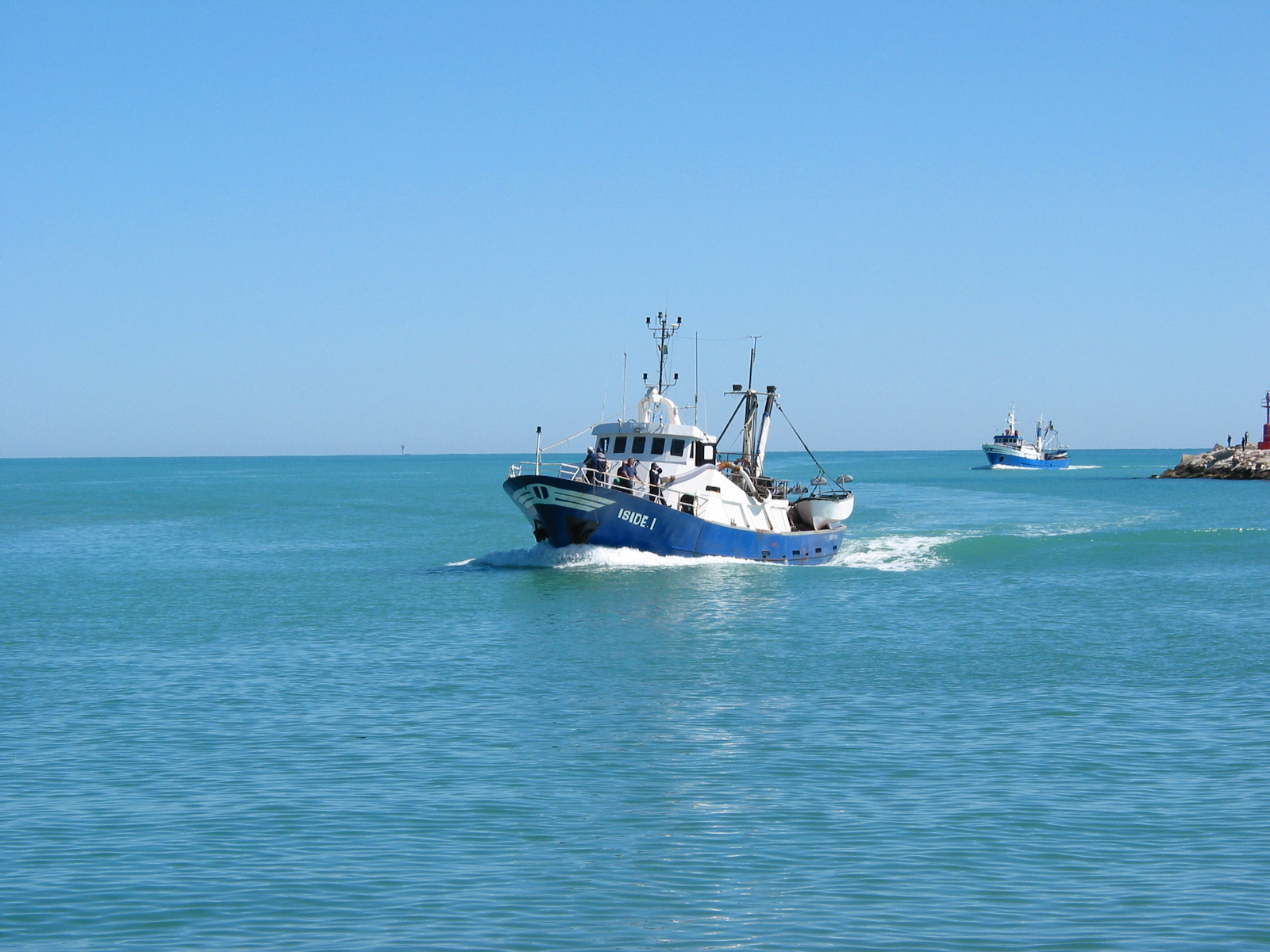
Il rientro al porto di San Benedetto del Tronto di una Lampara dopo battuta di pesca.

San Benedetto del Tronto è divenuto, nel corso dei secoli, un polo peschereccio e turistico di primaria importanza nazionale.Nel 1763 la marineria di San Benedetto aveva una dozzina di tartane pochi anni dopo, nel 1773 aveva in dote 20 paranze. Nel 1809 San Benedetto del Tronto contava una cospicua flotta di pescherecci, due dozzine di paranze e una dozzina di battelli e circa 200 pescatori, in quel periodo l'ammaraggio avveniva sull'arenile. Nel 1912 il varo di un porta-pesce a motore ha avviato un processo di trasformazione della propulsione dei natanti che, dalla vela, è giunto sino ai motopescherecci oceanici.Nel periodo della Seconda guerra mondiale, la città di San Benedetto venne pesantemente bombardata, il porto venne gravemente danneggiati, i moli del porto danneggiati e il mercato del pesce all'ingrosso distrutto,la marineria perse 10 pescherecci 17 furono catturati dalle forze Alleate. L'attività peschereccia molto rimaneggiata riprese lentamente. Negli anni settanta la flotta sambenedettese era dotata di 30 natanti oceanici che solcavano i mari di tutto il mondo:Liberia, Perù, Brasile, Golfo di Guinea, Golfo Persico e il Mar Rosso erano zone di pesca dei motopescherecci sambenedettesi. Negli anni ottanta la marineria sambenedettese, in grande ascesa, aveva in dote 212 motopescherecci, 200 erano per la pesca costiera e mediterranea e 12 per la pesca oceanica che operavano nell'America del Nord, nelle Isole Falkland e in Somalia. Accanto a queste vicende si sono avuti ammodernamenti e sviluppi anche in altri settori direttamente collegati alle attività sul mare, come la cantieristica, la lavorazione della canapa, la costruzione di cavi e di reti, le officine della motoristica navale, la strumentistica di bordo, la commercializzazione del pescato (San Benedetto vanta il mercato ittico all'ingrosso più importante d'Italia), le catene del freddo per il trasporto del pesce.Sebbene in continuo calo, questo settore rimane trainante per l'economia locale se non si considera solo la parte propriamente marittima (si tenga presente che San Benedetto del Tronto è il secondo porto italiano, dietro Mazara del Vallo, per quantità di pesce pescato e numero di pescherecci ed uno dei maggiori mercati ittici d'Italia.

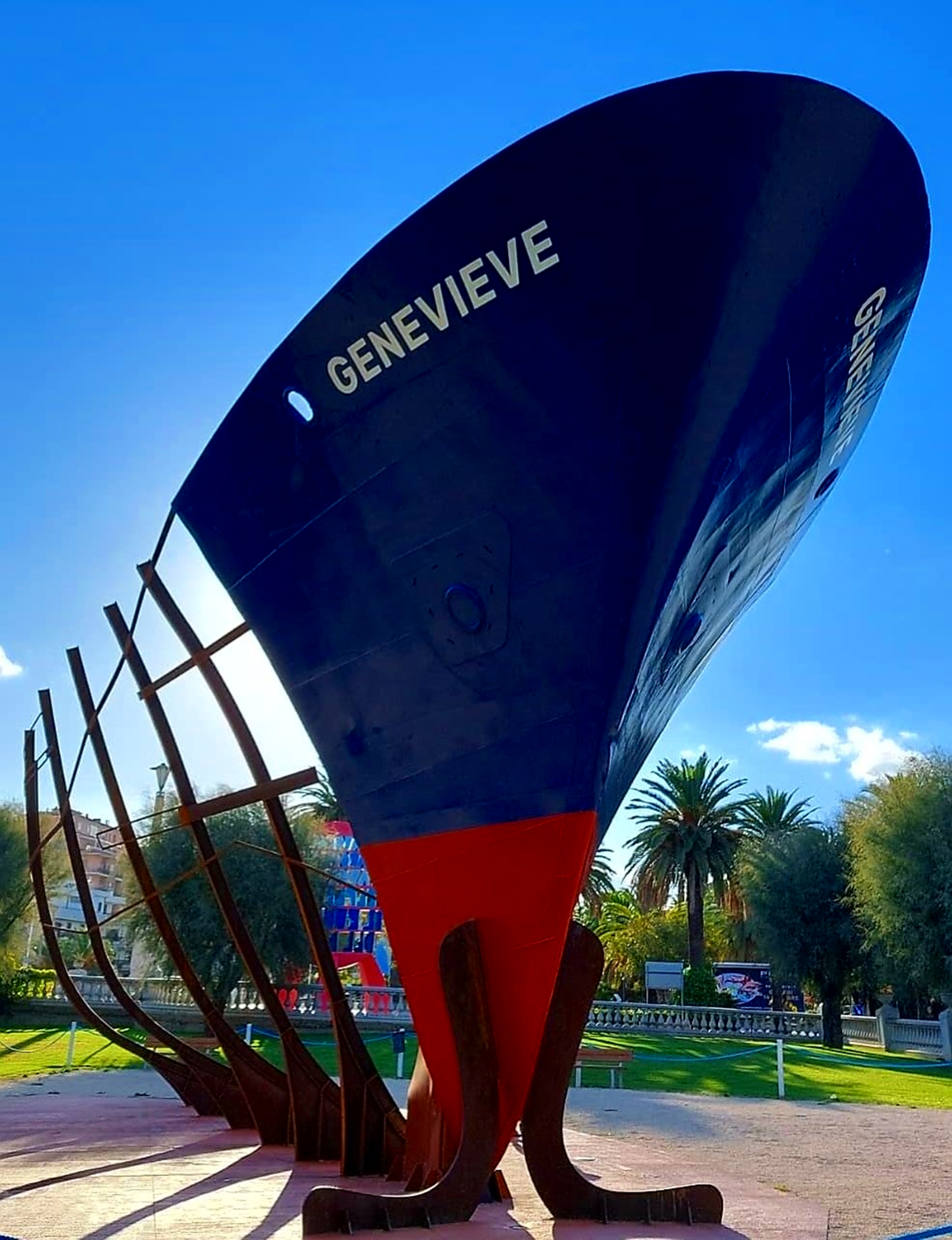
La prua dell'ex motopesca Geneviève, monumento in ricordo di gloriose gesta della marineria locale negli oceani

- Pesca oceanica - La numerosa e ardita flottiglia a motore sambenedettese, i cui veloci scafi solcarono le rotte di Capo Bon, le azzurre platee levantine, le acque atlantiche dell’Equatore, quelle del Mar Rosso e i freddi mari del Nord, lasciano bene intendere l’epopea di quella che è stata la pesca oceanica. Fin dagli anni venti la marineria locale con la fondazione della SAPRI (Società Anonima di Pesca e Reti Italiana) della Famiglia Merlini ha avuto un impluso notevole. Nel 1926 i primi motopescherecci varcarono lo stretto di Gibilterra, per poi solcare l'oceano Atlantico, per spingersi nel 1938 fino alle coste della Groenlandia.[44] Dopo la fortunata esperienza della SAPRI dei fratelli Merlini prima della Seconda guerra mondiale, e dopo le prime pioneristiche campagne di pesca nel Mediterraneo, nel 1956 ha inizio la grande avventura atlantica. La prima imbarcazione a superare le Colonne d'Ercole per raggiungere nuove zone di pesca è stata il Nicola Marchegiani a cui seguirono, con ritmo sempre più serrato e continuo, iniziative di altri intraprendenti armatori locali. Dopo le campagne di pesca in Oceano Atlantico, durante le quali i numerosi equipaggi delle diverse flottiglie facevano base all’isola di Las Palmas de Gran Canaria, fu la volta dell’Oceano Indiano ed infine anche del Oceano Pacifico, davanti alle coste del Perù. Un periodo forse di breve durata ma sicuramente di notevole ed esaltante impatto sul tessuto socio-culturale ed economico della marineria sambenedettese e, per induzione, di tutta la città. è infatti quello per San Benedetto il periodo del boom e dei cambiamenti; proprio in virtù delle cospicue rimesse degli addetti alla pesca oceanica, la città si espande velocemente, nascono interi nuovi quartieri sino, ed oltre, i confini territoriali ed un benessere economico diffuso investe, in vari gradi, tutti i ceti cittadini.[45]La pesca oceanica ha vissuto la sua epopea tra la fine degli anni 50 agli inizi degli anni 80, con il periodo di maggiore attività compreso fra anni 60 e fine anni 70, in quel periodo furuno oltre 70 i motopescherecci che solcarono gli oceani.[46]

Le tragedie
- La tragedia dello Giava e Antonio — Il 16 gennaio 1893, al largo della costa compresa fra Ancona e Senigallia, diverse paranze della marineria sambendettese, furono sorprese da un violento uragano e dal mare agitato, le paranze Giava e Antonio si ribaltarono, e gli equipaggi delle due barche non riuscirono a salvarsi, 17 furono le vettime.[47]
- La tragedia del  Pasquarosa e S.Maria della Marina - Il 27 novembre del 1922, due paranze si trovavano per una battuta di pesca, vennero sorprese dalla burrasca nei pressi del monte Conero, le due paranze tentarono l'approdo presso il porto di Ancona, ma non vi riuscirono, fecero rotta verso sud. Alle ventitre entrambe le imbarcazioni si trovavano cinque miglia al largo tra Grottammare e San Benedetto  furono investite da ondate gigantesche e capovolte, persero la vita 18 persone.[47]
- La tragedia del Pinguino — Il 20 febbraio 1966 affonda il Pinguino, un grosso peschereccio oceanico di San Benedetto del Tronto, durante una battuta di pesca nelle secche di Capo Bianco, estremo sud della Mauritania, persero la vita 14 uomini di equipaggio, 8 dei quali sambenedettesi.[48]
- La tragedia del Rodi — Il 23 dicembre 1970 la città e la marineria furono sconvolte dalla Tragedia del Rodi, il naufragio di un motopeschereccio avvenuto nelle acque antistanti la foce del fiume Tronto. Nella tragedia persero la vita tutti i dieci occupanti dell’imbarcazione. Il protrarsi delle operazioni di recupero del relitto provocarono diverse proteste popolari, che sfociarono in una vera e propria rivolta quando, perdurando l’inazione dei soccorsi, un gran numero di abitanti della cittadina occupò la stazione ferroviaria, deponendo grossi oggetti e tronchi d’albero sui binari e occupando fisicamente la sede ferroviaria; fu anche bloccata la Strada statale 16 Adriatica.[49] A seguito della vibrante protesta della città, le operazioni di recupero si sbloccarono e il relitto della nave fu recuperato assieme ad alcuni corpi dei suoi occupanti.
- La tragedia del Rita Evelyn — Il 26 ottobre 2006, il peschereccio Rita Evelyn si trovava ad oltre venti miglia al largo della costa compresa fra Porto San Giorgio e Pedaso, all'alba ci fu il naufragio del peschereccio, l'equipaggio di bordo era formato da quattro marittimi, si salvò solo il comandante. Le tre vittime furono recuperate soltanto diversi giorni dopo.[50]

### Il tursimo balneare

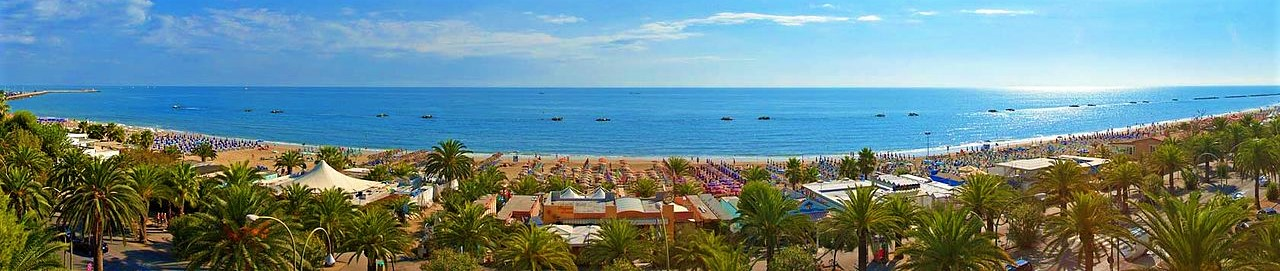
Veduta panoramica della spiaggia di San Benedetto del Tronto

Il turismo rappresenta la voce più importante delle entrate cittadine. San Benedetto vanta una lunga tradizione turistica, fu infatti sul litorale sambenedettee che nel 1865 venne inaugurato il primo stabilimento balneare del Piceno, tra i primi in Italia.  Negli anni si è affermata, fin dai primi decenni del Novecento, come una delle più note e apprezzate stazioni balneari italiane. A partire dalla seconda metà degli anni sessanta, si è imposta anche come la prima meta turistica delle Marche per numero di presenze. Investe nel promuovere e nel consolidare un'immagine acquisita ormai non solo a livello nazionale. Tale immagine è veicolata, da circa un decennio, con il marchio "Riviera delle Palme", nome che, accomunandoli sotto la stessa Azienda di Promozione Turistica, ingloba anche gli altri due paesi rivieraschi della parte più meridionale del Piceno.

### Anni recenti

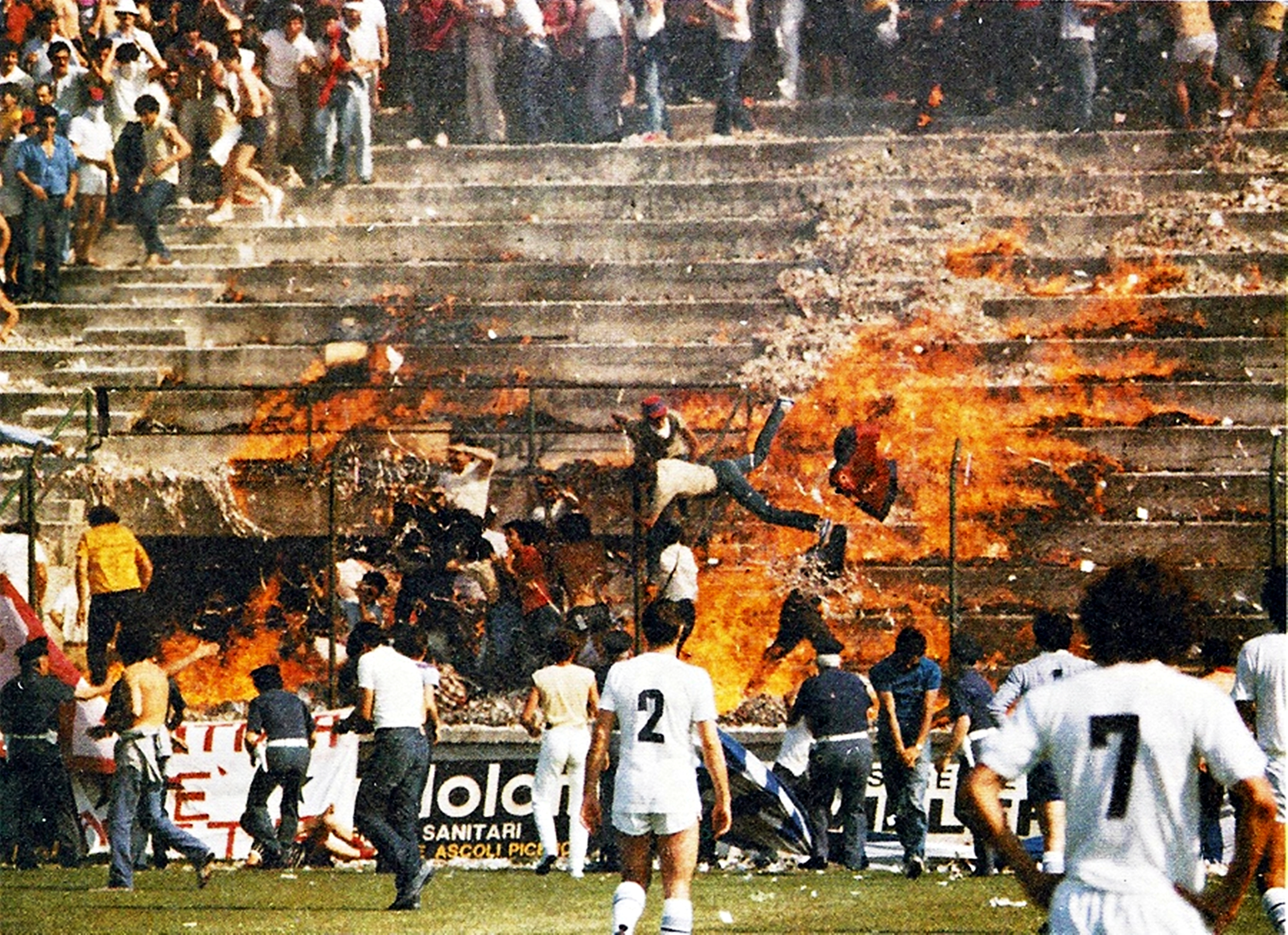
La gradinta sud del Fratelli Ballarin in preda alle fiamme

- Il rogo del Ballarin - Il 7 giugno 1981 presso lo Stadio Fratelli Ballarin, poco prima del calcio d'inizio dell'incontro Sambenedettese-Matera, si sviluppò un incendio in curva sud, originato da una coreografia di cartoncini che andò a fuoco. L'incendio causò la morte di due ragazze, Maria Teresa Napoleoni di 23 anni e Carla Bisirri di 21. Vi furono 64 ustionati, di cui 13 gravi, e un totale di 168 feriti.[52][53]A tutt'oggi si deve considerare la più grave e la più grande tragedia accaduta all'interno di uno stadio italiano[54][55].
- Il disatro ferroviario - Il 27 novembre 1982 il Treno Espresso 519 Freccia del Levante, partito da Milano per dirigersi verso Taranto, imbocca la Ferrovia Adriatica a Bologna. Verso le 5 del mattino, mentre stava attraversando la Stazione di San Benedetto del Tronto, su un binario dove sono in corso lavori deraglia rovinosamente uscendo non solo dai binari, ma anche dalla sede ferroviaria, con alcuni vagoni che finirono nel sottostante Viale Secondo Moretti. Nel disastro si contano 3 morti, una donna e due bambini, e 32 feriti.[56]

Nel 1986 San Benedetto è stata elevata a diocesi.
La crescita economica ha raggiunto un buon livello, con turismo, pesca, agricoltura e servizi che hanno beneficiato del "volano" dell'industria, rendendo San Benedetto del Tronto il comune capofila della Riviera delle Palme. Dal 2022 è il comune più popoloso della provincia di Ascoli Piceno, superando proprio il capoluogo, e il quarto a livello regionale con una popolazione di oltre 47 000 abitanti.